# Biniguy
Biniguy är en ort i Australien. Den ligger i kommunen Moree Plains och delstaten New South Wales, i den sydöstra delen av landet, omkring 490 kilometer norr om delstatshuvudstaden Sydney. Antalet invånare är 270.
Trakten runt Biniguy är nära nog obefolkad, med mindre än två invånare per kvadratkilometer.. Närmaste större samhälle är Pallamallawa, omkring 10 kilometer nordväst om Biniguy.
Omgivningarna runt Biniguy är i huvudsak ett öppet busklandskap. Genomsnittlig årsnederbörd är 748 millimeter. Den regnigaste månaden är januari, med i genomsnitt 131 mm nederbörd, och den torraste är oktober, med 20 mm nederbörd.